# 威海三角足球俱乐部
威海三角足球俱乐部，简称威海三角，是一家已经解散的中国足球俱乐部。俱乐部成立于1999年4月16日，以原北京威克瑞队为班底，实际是青岛海利丰足球俱乐部的二队，三角集团提供赞助。俱乐部的主场设在威海环翠区体育场。俱乐部注册队员24人，臧蔡灵为主教练。球队参加了1999年中國足球乙級聯賽，预赛阶段排在B组第四名，进入决赛阶段。决赛阶段之前的体测中，威海三角队参加体测的17人有8人未通过测试。根据中国足协的规定，如果通过测试的不足14人，俱乐部的参赛资格将被取消。威海三角于是失去了参加决赛的机会。俱乐部随后解散了。